# Pinus clausa
Pinus clausa (pino de la arena) es un arbusto o pequeño árbol perteneciente a la familia Pinaceae. 

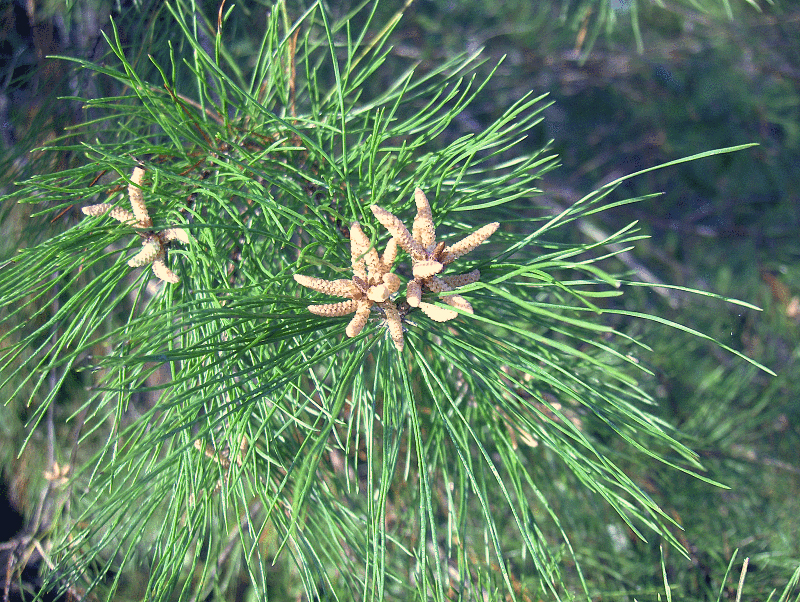
Follaje y conos

## Distribución y hábitat
Alcanza un tamaño de 5 a 10 m de altura, excepcionalmente hasta 21 m de altura, se encuentra en dos lugares separados, uno por todo el centro peninsular de Florida, y otro en la península de la Florida y el oeste de la costa de Alabama, hay una amplia brecha de cerca de 200 kilómetros entre las poblaciones (de Apalachicola a Cedar Key). Se limita en gran medida a lugares muy fértiles, bien drenados, y hábitats arenosos donde se minimiza la competencia de las grandes especies de por las duras condiciones de crecimiento, como es el matorral de Florida.

## Descripción
Las hojas son aciculares, de dos en dos, de 5-10 cm de largo, y sus conos son de 4-8 cm de largo. En gran parte de su área de distribución, está adaptada al fuego al modo de espera para reemplazarse después de los incendios forestales, con los conos que quedan cerrados por muchos años ( clausa = cerrado), hasta que un incendio forestal natural mata a los árboles maduros y abre los conos. Estos luego replantan la tierra quemada. Algunas poblaciones difieren en que tienen conos que se abren en la madurez, con la dispersión de semillas que no depende de los incendios.

## Ecología
Los bosques de pino de arena son un importante hábitat para las especies en peligro como Neoseps reynoldsi.
La densa ramificación hace este árbol inadecuado para la producción de madera, y cuando se usa, principalmente se utiliza para la pulpa de madera.

## Taxonomía
Pinus clausa fue descrita por (Chapm. ex Engelm.) Sarg. A.Gray y publicado en A Manual of the Botany of the Northern United States 273. 1848.
Etimología
Pinus: nombre genérico dado en el antiguo latín al pino.
clausa: epíteto latino que significa "cerrado".
Sinonimia
- Pinus clausa subsp. immuginata (D.B.Ward) A.E.Murray
- Pinus clausa var. immuginata D.B.Ward
- Pinus inops var. clausa Chapm. ex Engelm.
- Pinus inops subsp. clausa (Chapm. ex Engelm.) Engelm.[5]